# 8 novembre
Pour les articles homonymes, voir Huit-Novembre.
8 octobre 8 décembre
Chronologies thématiques
- Croisades
- Ferroviaires
- Sports
- Disney
- Anarchisme
- Catholicisme

Abréviations / Voir aussi
- (° 1852) = né en 1852
- († 1885) = mort en 1885
- a.s. = calendrier julien
- n.s. = calendrier grégorien
- Calendrier
- Calendrier perpétuel
- Liste de calendriers
- Naissances du jour

Le 8 novembre est le 312e jour de l'année du calendrier grégorien, 313e lorsqu'elle est bissextile (il en reste ensuite 53).
C'était généralement l'équivalent du 18 brumaire du calendrier républicain ou révolutionnaire français, officiellement dénommé jour de la dentelaire (ou genre végétal plumbago).

## Événements

### Iersiècleav. J.-C.
- -63 : Cicéron prononce sa première catilinaire que suivront trois autres dès le lendemain 9 novembre puis début décembre.

### Xesiècle
- 960 : victoire byzantine lors de la bataille d'Andrassos.

### XVIesiècle
- 1519 : Hernán Cortés rentre à Tenochtitlán, et rencontre Moctezuma II.
- 1520 : début des exécutions, lors du bain de sang de Stockholm.
- 1576 : pacification de Gand, pendant la guerre de Quatre-Vingts Ans.

### XVIIesiècle
- 1620 : Victoire du Saint-Empire romain germanique, à la bataille de la Montagne-Blanche, en Bohême, pendant la guerre de Trente Ans. L'armée catholique entre dans Prague.
- 1627 : bataille du pont du Feneau, après laquelle le duc de Buckingham est chassé de l'île de Ré par le maréchal de Schomberg.
- 1658 : bataille de l'Öresund, qui voit la victoire de la flotte néerlandaise, venue secourir ses alliés danois, sur la flotte suédoise.

### XIXesiècle
- 1806 : prise de Magdebourg.
- 1840 : enlèvement des matamores de Bou-Chouicha.
- 1861 : début de l'affaire du Trent, pendant la guerre de Sécession.
- 1864 : réélection d'Abraham Lincoln, en pleine guerre de Sécession.
- 1889 : le Montana devient le 41e État américain fédéré.
- 1892 : attentat de Carmaux-Bons Enfants pendant l'Ère des attentats (1892-1894).
- 1895 : découverte des rayons X par Röntgen.

### XXesiècle
- 1904 : réélection de Theodore Roosevelt à la présidence des États-Unis.
- 1917 :
  - Lénine devient président du Conseil des commissaires du Peuple de la « RSFSR ».
  - Adoption du décret sur la terre, par le Congrès des Soviets.
- 1918 : abdication du duc Ernest-Auguste III de Brunswick, gendre du Kaiser.
- 1923 : putsch de la brasserie — ou putsch de Munich —, tentative de prise du pouvoir par la force en Bavière, menée par Adolf Hitler.
- 1932 : élection de Franklin Delano Roosevelt à la présidence des États-Unis.
- 1933 : Mohammad Zaher Shah devient roi d'Afghanistan, à la suite de l'assassinat de Mohammad Nadir Shah.
- 1936 : début de la bataille de Madrid, qui se poursuivra par le siège de Madrid, pendant la guerre civile espagnole de 1936 à 39.
- 1939 : Georg Elser commet un attentat à la bombe contre Adolf Hitler.
- Seconde Guerre mondiale :
  - en 1942, opération Torch, débarquement des Alliés au Maroc, territoire sous protectorat français.
  - en 1944, fin de la bataille de l'Escaut, permettant aux Alliés l'accès du port d'Anvers.
- 1950 : résolution no 88, consistant en une plainte pour agression contre la république de Corée.
- 1960 : élection de John Fitzgerald Kennedy à la présidence des États-Unis.
- 1988 : élection de George H. W. Bush à la présidence des États-Unis.
- 1991 : approbation du règlement de l'Assemblée balte.
- 1998 : approbation par référendum de l'accord de Nouméa, qui prévoit le transfert de certaines compétences de la France vers la Nouvelle-Calédonie.

### XXIesiècle
- 2005 : Ellen Johnson Sirleaf, future lauréate du Nobel de la paix, est élue présidente du Liberia.
- 2016 :
  - Donald Trump est élu 45e président des États-Unis.
  - la promulgation d'une nouvelle constitution fait entrer la Côte d'Ivoire dans sa Troisième République.
- 2019 : 
  - en Allemagne, dans un discours à Berlin, préliminaire aux cérémonies de commémoration de la chute du mur et de la fin officielle de la Guerre froide le lendemain, le secrétaire d'État américain Mike Pompeo met de nouveau en garde contre la Russie et contre le régime communiste chinois[1].
  - Au Brésil, l'ex-président Lula est libéré, à la suite d'une décision du Tribunal suprême fédéral[2].
- 2020 : en Birmanie, les élections législatives ont lieu, afin de renouveler les membres de la Chambre des représentants et de la Chambre des nationalités du pays[3].
- 2022 : aux États-Unis, les élections de mi-mandat permettent de renouveler l'intégralité de la Chambre des représentants et un tiers du Sénat[4].

## Arts, culture et religion
- 535 : ouverture du premier Concile de Clermont.
- 1614 : Dom Justo Takayama et 300 chrétiens japonais sont exilés.
- 1795 : création de l'Institut national de musique,  qui laissera place au Conservatoire de musique deux ans plus tard.
- 1901 : Procope II d’Athènes démissionne, à la suite des émeutes des Evangelika.
- 1971 : sortie de l'un des albums musicaux de rock les plus vendus dans le monde à 37 millions d'exemplaires Led Zeppelin IV du groupe éponyme anglais dont le succès transgénérationnel Stairway to Heaven[5].
- 2017 : inauguration du Louvre Abou Dabi aux Émirats arabes unis.

## Sciences et techniques

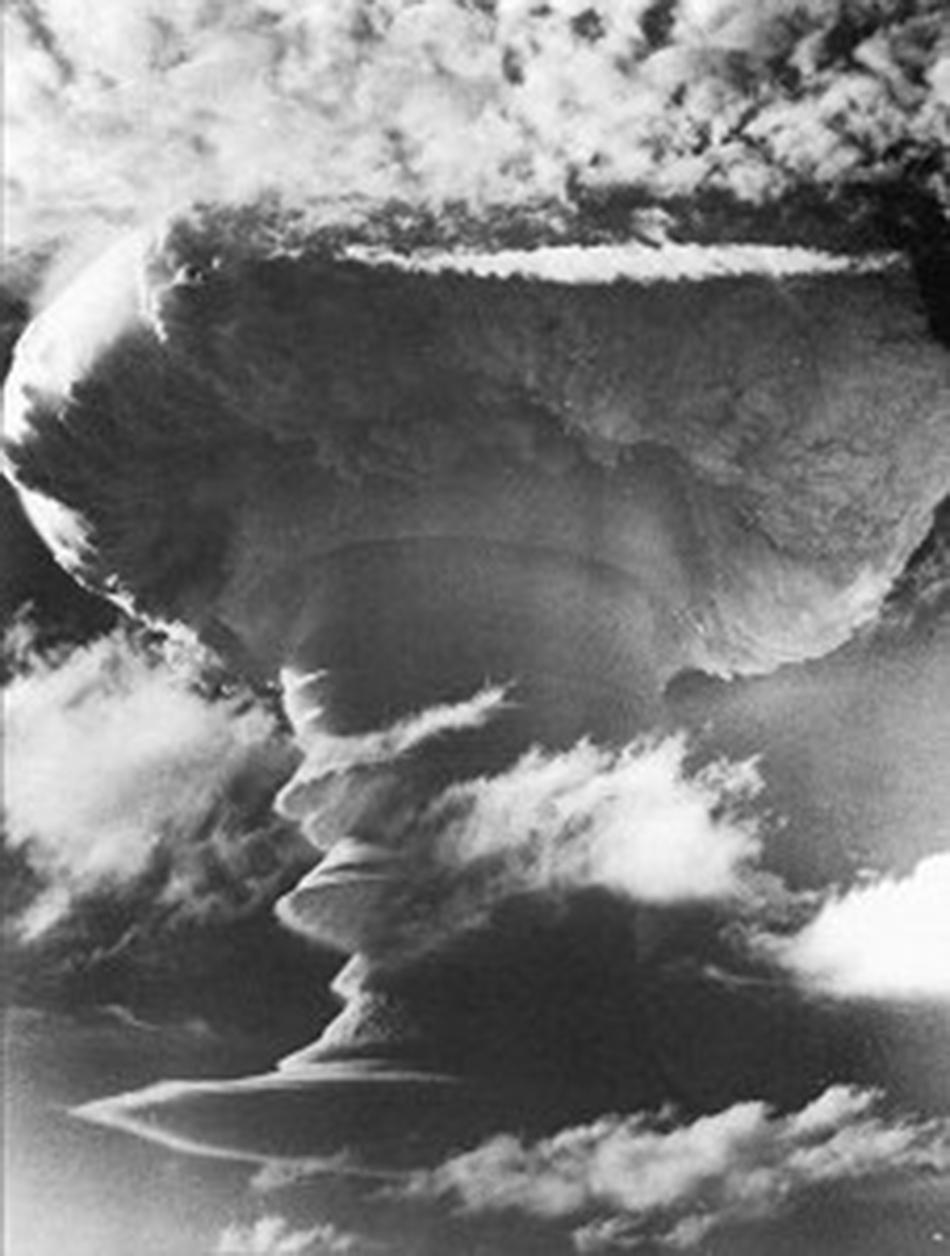
Champignon géant provoqué par la première bombe thermonucléaire britannique lâchée à côté de l'île Christmas de l'archipel des Kiribati dans l'Océan Pacifique le 8 novembre 1957

- 1895 : Wilhelm Röntgen découvre le rayon X.
- 1957 : premier essai d'une bombe H britannique.
- 2011 : décollage de la mission spatiale russe, Phobos-Grunt, destinée à l'étude de Phobos.

## Économie et société
- 1899 : naissance officielle du syndicat jaune de Montceau-les-Mines, le deuxième en France.
- 1922 : ouverture de la ligne 9 du métro de Paris.
- 1968 : signature de la convention de Vienne sur la circulation routière.
- 2016 : le gouvernement fédéral indien décide la démonétisation des billets de 500 et 1 000 roupies.

## Naissances

### Iersiècle
- 30 : Nerva, empereur romain de 96 à 98 († 27 janvier 98).

### XVIIesiècle
- 1618 : Louise de La Fayette, favorite de Louis XIII († 11 janvier 1665).
- 1656 : Edmund Halley, astronome anglais, découvreur de la comète qui porte son nom († 14 janvier 1742).
- 1676 : Louise-Bénédicte de Bourbon, duchesse du Maine († 23 janvier 1753).

### XVIIIesiècle
- 1723 : John Byron, navigateur britannique  († 10 avril 1786).
- 1737 : Antoine Bruny d'Entrecasteaux, navigateur français († 20 juillet 1793).
- 1743 : Johann Christian Ludwig Hellwig, entomologiste allemand († 10 octobre 1831).
- 1748 : Anne Seymour Damer, sculptrice anglaise († 28 mai 1828).
- 1777 : Désirée Clary, reine de Suède et de Norvège, de 1818 à 1844 († 17 décembre 1860).

### XIXesiècle
- 1810 : Pierre Bosquet, militaire français († 5 février 1861).
- 1825 : Ludwig Carl Christian Koch, arachnologiste allemand († 1er novembre 1908).
- 1847 :
  - Jean Casimir-Perier, chef d'État et industriel français, président de la République de 1894 à 1895 († 11 mars 1907).
  - Abraham « Bram » Stoker, écrivain irlandais († 21 avril 1912).
- 1864 : Benjamin Lincoln Robinson, botaniste américain († 27 juillet 1935).
- 1868 : Gaston Clémendot, syndicaliste français († 7 novembre 1952).
- 1869 : Joseph Franklin Rutherford, témoin de Jéhovah américain († 8 janvier 1942).
- 1877 : Lucy Hayes Herron, golfeuse amatrice américaine († 27 juillet 1961).
- 1881 : Clarence Gagnon, peintre et graveur québécois († 5 janvier 1942).
- 1890 : Walter Geering, juriste suisse († 4 juin 1976).
- 1893 : Édouard Francomme, acteur français († 12 décembre 1980).
- 1894 : Jacques Varennes, acteur français († 6 septembre 1958).
- 1896 : Marie Prevost, actrice canadienne († 21 janvier 1937).
- 1900 : Margaret Mitchell, romancière américaine († 16 août 1949).

### XXesiècle
- 1901 : Georgette Dupouy, artiste peintre française († 13 avril 1992).
- 1910 : Alcira de la Peña, féministe et communiste argentine († 15 mars 1998).
- 1913 : 
  - Emmanuelle de Dampierre, duchesse d'Anjou et de Ségovie († 2 mai 2012).
  - Rudolf Harbig, athlète allemand, spécialiste du demi-fond († 5 mars 1944).
- 1914 : 
  - Yves Lagatu, aviateur des Forces françaises libres, compagnon de la Libération († 27 septembre 1987).
  - Norman Lloyd, acteur et producteur américain devenu centenaire et l'un des vétérans du cinéma mondial († 11 mai 2021).
- 1917 : Kamal Ranadive, chercheuse biomédicale indienne († 11 avril 2001).
- 1920 : Eugênio de Araujo Sales, prélat brésilien († 9 juillet 2012).
- 1921 : Walter Mirisch, producteur américain de cinéma oscarisé et président de l’Académie des Oscars († 24 février 2023).
- 1922 : Christiaan Barnard, médecin sud-africain († 2 septembre 2001).
- 1923 : Jack Kilby, ingénieur en électronique américain († 20 juin 2005).
- 1924 :
  - Johnny Bower, joueur canadien de hockey sur glace († 26 décembre 2017).
  - Joseph A. « Joe » Flynn, acteur américain († 19 juillet 1974).
  - Robert Lebel, prélat québécois († 25 mai 2015).
- 1927 : Patti Page (Clara Ann Fowler dite), chanteuse américaine († 1er janvier 2013).
- 1929 :
  - Julien Bessette, acteur québécois († 27 mars 1999).
  - Jacques Trescases, écrivain et homme politique français.
- 1931 : George Maciunas, artiste américain († 9 mai 1978).
- 1932 : Stéphane Audran (Colette Dacheville dite), actrice française († 27 mars 2018).
- 1934 : James Mark Baldwin, psychologue américain († 12 janvier 1861).
- 1935 :
  - Alain Delon, acteur français († 18 août 2024).
  - Alfonso López Trujillo, prélat colombien († 19 avril 2008).
- 1936 :
  - Edward Gibson, astronaute américain.
  - Virna Lisi (Virna Pieralisi dite), actrice italienne († 18 décembre 2014).
  - Senén Guillermo Molleda Valdés, homme d'affaires, chroniqueur et publiciste espagnol († 25 novembre 2020).
- 1937 : Gilbert Denoyan (Gilbert Boulard dit), journaliste français de radio et télévision († 23 juillet 2000).
- 1940 : Charles Thomas Kowal, astronome américain († 28 novembre 2011).
- 1942 : Lise Watier, femme d'affaires canadienne.
- 1944 : Bonnie Bramlett, chanteuse américaine du groupe Delaney & Bonnie.
- 1946 : Roy Wood, musicien et compositeur britannique du groupe Electric Light Orchestra.
- 1947 :
  - Hervé Cristiani, chanteur français († 16 juillet 2014).
  - Minnie Riperton, chanteuse américaine († 12 juillet 1979).
  - Margaret Rhea Seddon, astronaute américaine.
- 1948 : Dale Allan Gardner, astronaute américain († 19 février 2014).
- 1949 : Bonnie Raitt, chanteuse et guitariste américaine.
- 1952 : Alfre Woodard, actrice et productrice américaine.
- 1954 :
  - Kazuo Ishiguro, écrivain britannique.
  - Rickie Lee Jones, chanteuse et compositrice américaine.
  - Andrew Mawson, pair et entrepreneur social britannique.
- 1957 : Tim Shaw, nageur américain.
- 1959 :
  - Christian Garcin, écrivain et traducteur français.
  - Tom Novembre (Jean-Thomas Couture dit), acteur et chanteur français.
- 1960 :
  - Anne Dorval, actrice québécoise.
  - Robert Libman, homme politique québécois.
- 1961 : Leif Garrett, chanteur et acteur américain.
- 1964 : Pierre Salvadori, réalisateur français.
- 1966 : 
  - Urmie Plein (nl), actrice néerlandaise d'origine surinamienne.
  - Gordon Ramsay, chef cuisinier et restaurateur écossais.
- 1967 :
  - Henry Rodríguez, joueur de baseball dominicain.
  - Courtney Thorne-Smith, actrice américaine.
  - Mark Watson-Gandy, barrister britannique.
- 1968 :
  - Andreas Matthae, homme politique allemand († 8 août 2004).
  - Parker Posey, actrice américaine.
  - Zara Whites (Esther Kooiman dite), actrice néerlandaise.
- 1969 : Boris Terral, acteur français.
- 1971 : Carlos Atanes, cinéaste, dramaturge et écrivain espagnol.
- 1972 :
  - Gretchen Mol, actrice américaine.
  - Chris Fydler, nageur australien, champion olympique.
- 1973 : 
  - Florence Foresti, humoriste française.
  - Sven Mikser, homme politique estonien.
- 1974 :
  - Penelope « Penny » Heyns, nageuse sud-africaine.
  - Masashi Kishimoto (岸本 斉史), mangaka japonais.
- 1975 :
  - José Manuel Pinto, footballeur espagnol.
  - Tara Reid, actrice américaine.
  - Antony Hickling, réalisateur et comédien anglais.
- 1976 :
  - Nicolas Gillet, footballeur français.
  - Cylia Malki, actrice française.
  - Colin Strause, réalisateur américain.
- 1978 : Tim de Cler, footballeur international néerlandais, défenseur gauche.
- 1979 : Géraldine Lapalus, comédienne française.
- 1980 : 
  - Richard Haughton, joueur de rugby anglais.
  - Laura Jane Grace, chanteuse et musicienne américaine.
- 1981 : 
  - Joseph « Joe » John Cole, footballeur anglais.
  - Gabriel Nassif, joueur français de Magic l'Assemblée et de poker
- 1983 : Blanka Vlašić, athlète croate.
- 1985 : Vincent Bessat, footballeur français.
- 1986 : Aaron Swartz, informaticien américain et militant de l'Internet († 11 janvier 2013).
- 1987 : Greg Mansell, pilote de courses automobile britannique.
- 1989 :
  - Morgan Schneiderlin, footballeur français.
  - Giancarlo Stanton, joueur de baseball américain.
- 1991 : Nikola Kalinić (Никола Калинић), basketteur serbe.
- 1992 : Jordan Tolbert, basketteur américain.
- 1993 : Przemysław Karnowski, basketteur polonais.
- 1994 :
  - Diawandou Diagne, footballeur sénégalais.
  - Matheus Doria, footballeur brésilien.
- 2000 : Jasmine Thompson, chanteuse anglaise.

### XXIesiècle
- 2003 :
  - Keyonte George, basketteur américain.
  - Louise Mountbatten-Windsor, princesse britannique.

## Décès

### IVesiècle
- 397 : Martin de Tours, prélat français, saint de l'Église catholique pourtant célébré les 11 novembre (° en 316 ou 317).

### VIIIesiècle
- 780 : Æthelberht ou Ælberht, archevêque d'York (° inconnue).

### XIIIesiècle
- 1226 : Louis VIII, roi de France de 1223 à 1226 (° 5 septembre 1187).

### XIVesiècle
- 1325 : Wislaw III, prince de Rügen (° 1265 ou 1268).
- 1388 : Pierre Aycelin de Montaigut, prélat français (° v. 1320 - 1325).

### XVIIesiècle
- 1674 : John Milton, poète anglais (° 9 décembre 1608).

### XVIIIesiècle
- 1719 : Michel Rolle, mathématicien français (° 21 avril 1652).
- 1788 : Johann Karl Zeune, philologue allemand (° 29 octobre 1736).
- 1793 : Manon Roland (Jeanne Marie Philipon dite), femme politique française (° 17 mars 1754).

### XIXesiècle
- 1817 : Andrea Appiani, peintre italien (° 31 mai 1754).
- 1828 : Thomas Bewick, graveur et ornithologue britannique (° 10 août 1753).
- 1886 : Josiah Charles Hughes, homme politique canadien (° 5 mai 1843).
- 1890 : César Auguste Franck, compositeur belge (° 10 décembre 1822).

### XXesiècle
- 1908 : Victorien Sardou, auteur français (° 5 septembre 1831).
- 1915 : Léon Trulin, espion belge, fusillé par les autorités militaires allemandes pour espionnage (° 1er mars 1897).
- 1924 : Sergueï Liapounov (Сергей Михайлович Ляпунов), compositeur russe (° 30 novembre 1859).
- 1935 : Charles Kingsford Smith, aviateur australien (° 9 février 1897).
- 1944 : Walter Nowotny, aviateur militaire allemand (° 7 décembre 1920).
- 1950 : Albini Lafortune, évêque québécois (° 5 mai 1893).
- 1952 : Gino Fano, mathématicien italien (° 5 janvier 1871).
- 1953 : Ivan Bounine (Иван Алексеевич Бунин), écrivain russe, prix Nobel de littérature en 1933 (° 22 octobre 1870).
- 1955 : Émile-Bernard Donatien, cinéaste, décorateur et acteur français (° 20 juin 1887).
- 1975 : Jaime Montestrela, écrivain portugais (° 12 juin 1925).
- 1962 : Willis O'Brien, cinéaste américain (° 2 mars 1886).
- 1965 : Emma Gramatica, actrice italienne (° 30 octobre 1874).
- 1968 : Wendell Corey, acteur américain (° 20 mars 1914).
- 1970 : Napoleon Hill, auteur américain (° 26 octobre 1883).
- 1974 : Ivory Joe Hunter, chanteur, compositeur et pianiste américain (° 10 octobre 1914).
- 1978 : Norman Rockwell, peintre et illustrateur américain (° 3 février 1894).
- 1979 : Yvonne Vendroux, première dame française, veuve du président Charles de Gaulle (° 22 mai 1900).
- 1982 : Marco de Gastyne (Marc Henri Benoist dit), cinéaste français (° 15 juillet 1889).
- 1983 : James Booker, chanteur et pianiste américain (° 17 décembre 1939).
- 1985 : Jacques Hnizdovsky, peintre, graveur, sculpteur et dessinateur américain (° 27 janvier 1915).
- 1986 : Viatcheslav Mikhaïlovitch Molotov (Вячеслав Михайлович Молотов), homme politique et diplomate soviétique (° 9 mars 1890).
- 1988 : François Pluchart, écrivain, journaliste et critique d'art français (° 5 août 1937).
- 1998 : 
  - Rumer Godden, romancière britannique (° 10 décembre 1907).
  - John Hunt, officier militaire britannique (° 22 juin 1910).
  - Jean Marais, acteur français (° 11 décembre 1913).
  - André Monteil, homme politique français (° 15 août 1915).
  - Madeleine Sorel, résistante française et Juste parmi les nations (° 1904).
- 1999 : 
  - Lester Bowie, trompettiste de jazz et compositeur américain (° 11 octobre 1941).
  - Iouri Malychev (Юрий Васильевич Малышев), cosmonaute soviétique (° 27 août 1941).
- 2000 : Dupa (Luc Dupanloup dit), auteur de bande dessinée belge (° 12 février 1945).

### XXIesiècle
- 2002 : Zoe Oldenbourg, romancière française jurée du prix Femina (° 31 mars 1916).
- 2004 : Lennox Miller, athlète jamaïcaine (° 8 octobre 1946).
- 2006 : Basil Poledouris, compositeur et chef d'orchestre américain (° 21 août 1945).
- 2007 : Stephen Fumio Hamao (濱尾 文郎), prélat japonais (° 9 mars 1930).
- 2008 : Régis Genaux, footballeur belge (° 31 août 1973).
- 2009 : 
  - Pierre Bottero, romancier français (° 13 février 1964).
  - Vitaly Ginzburg, physicien et astrophysicien soviétique puis russe, prix Nobel de physique 2003 (° 21 septembre 1916).
- 2010 : 
  - Jack Levine, peintre américain (° 3 janvier 1915).
  - Emilio Eduardo Massera, dictateur argentin (° 19 octobre 1925).
- 2011 :
  - Heavy D (Dwight Errington Myers dit), rappeur, acteur et producteur américain (° 24 mai 1967).
  - Valentin Ivanov, footballeur puis entraîneur soviétique et ensuite russe (° 19 novembre 1934).
  - William Aloysius «Bil» Keane, auteur de bande dessinée américain (° 5 octobre 1922).
  - Charles Edward «Ed» Macauley, basketteur américain (° 22 mars 1928).
- 2012 :
  - Roger Hammond, acteur britannique (° 21 mars 1936).
  - Lucille Bliss, actrice américaine (° 31 mars 1916).
- 2013 : 
  - Carl Lovsted, rameur d'aviron américain (° 4 avril 1930).
  - Jacques Siclier, journaliste, scénariste, historien, critique de cinéma et écrivain français (° 27 mars 1927).
- 2014 :
  - Phil Crane, homme politique américain (° 3 novembre 1930).
  - Lise Fortier, gynécologue canadienne (° 10 septembre 1925).
  - Hannes Hegen, dessinateur et caricaturiste tchécoslovaque, est-allemand puis allemand (° 16 mai 1925).
- 2015 : Dora van der Groen, actrice belge (° 10 mars 1927).
- 2016 :
  - Peter Brixtofte, homme politique danois (° 11 décembre 1949).
  - Raoul Coutard, directeur de la photographie et réalisateur français (° 16 septembre 1924).
  - Bernard Decomps, physicien français (° 29 septembre 1936).
  - Yaffa Eliach, historienne américaine (° 31 mai 1937).
  - Pertti Nieminen, hockeyeur sur glace finlandais (° 9 décembre 1936).
  - Helga Ruebsamen, écrivaine néerlandaise (° 4 septembre 1934).
  - Umberto Veronesi, oncologue et homme politique italien (° 28 novembre 1925).
- 2017 : Roger Grenier, écrivain français (° 19 septembre 1919).
- 2019 : 
  - Lucette Destouches, danseuse puis centenaire française, veuve de Louis-Ferdinand Céline (° 20 juillet 1912).
  - Werner Gustav Doehner (en), dernier survivant de la catastrophe du dirigeable allemand LZ 129 Hindenburg, en 1937 (alors enfant allemand, ° 14 mars 1929).
- 2020 : 
  - Howie Meeker, hockeyeur professionnel, analyste et homme politique canadien (° 4 novembre 1923).
  - Stéphane Moulin, arbitre international français de football (° 27 octobre 1963).
- 2021 : 
  - Annette Chalut, résistante française (° 29 avril 1924).
  - Philippe Denis, poète, essayiste et traducteur français (° 17 janvier 1947).
  - Medina Dixon, joueuse américaine de basket-ball (° 2 novembre 1962).
  - Pedro Feliciano, joueur de baseball portoricain (° 25 août 1976).
  - Abdoulkarim Goukoye, colonel de l'armée nigérienne (° 16 juillet 1964).
  - Margo Guryan, pianiste et autrice-compositrice-interprète américaine (° 20 septembre 1937).
  - Mike Harris, pilote automobile sud-africain (° 25 mai 1939).
  - Desiet Kidane, coureuse cycliste érythréenne (° 10 octobre 2000).
  - Sylvère Lotringer, philosophe français (° 15 octobre 1938).
  - Franck Olivier, auteur-compositeur-interprète belge (° 26 août 1948).
- 2022 :
  - Lee Bontecou, sculptrice, lithographe et graveuse américaine (° 15 janvier 1931).
  - Claes-Göran Hederström, chanteur suédois (° 20 octobre 1945).
  - Maurice Karnaugh, ingénieur en télécommunications américain (° 4 octobre 1924).
  - Dan McCafferty, musicien britannique (° 14 octobre 1946).
  - Viktor Tcherkessov, homme politique et journaliste russe (° 13 juillet 1950).
  - Vader Abraham, auteur-compositeur-interprète néerlandais (° 11 avril 1935).
  - George Young, athlète de steeple américain (° 24 juillet 1937).
  - Fernand Zago, joueur de rugby à XV français (° 27 février 1942).
- 2024: Geneviève Grad, actrice française (° 5 juillet 1944).

## Célébrations

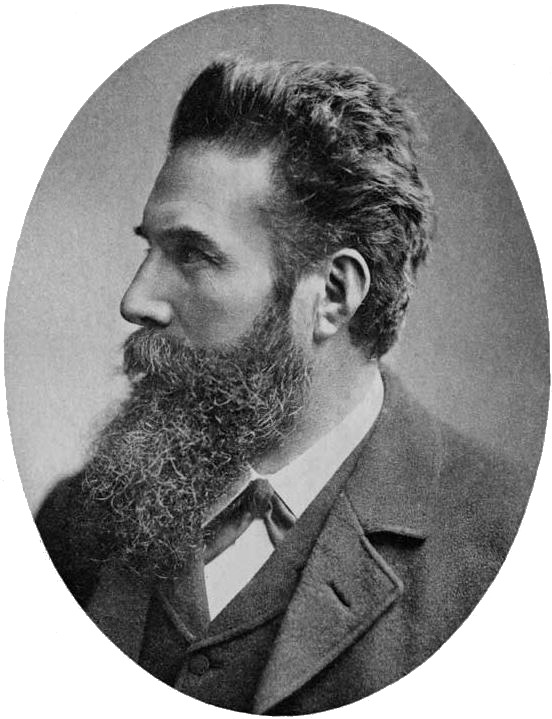
Un profil du découvreur allemand des rayons X Wilhelm Röntgen ici vers 1901

- Journée du souvenir intersexe ou Intersex Day of Remembrance (en).
- Journée mondiale des radiologie et radiographie commémorant la découverte des rayons X par Wilhelm Röntgen en 1895 soit environ six années avant son portrait ci-contre[6],[7].
- Journée mondiale de l'urbanisme[8].

- Canada : journée nationale des anciens combattants autochtones ou National Aboriginal Veterans Day (en).

### Fêtes religieuses
- Christianisme : synaxe des archanges Michel, Gabriel et Raphaël (Église orthodoxe orientale et Églises catholiques orientales suivant le rite byzantin, voir aussi 29 septembre catholique).

### Saints des Églises chrétiennes

#### Catholiques et orthodoxes
Saints du jour, :
- Austremoine († vers 300) — ou « Stremonius » —, premier évêque de Clermont-Ferrand ; fêté le 1er novembre en Orient[11].
- Clair de Marmoutier († vers 379 ou 396), prêtre chargé par saint Martin du noviciat, au monastère de Marmoutier, à Tours (Touraine).
- Claude de Sirmium († 302), avec Castor, Nicostrate, Sempronianus et Simplicius, originaires de Sirmium (aujourd'hui Sremska Mitrovica), martyrs lors de la persécution de Dioclétien ; fêtés le 9 novembre en Orient[12].
- Cybi (VIe siècle) — ou « Cuby » —, abbé fondateur du monastère de Caer Cybi, sur l'île d'Anglesey au pays de Galles.
- Deusdedit († 618) — ou « Adéodat Ier », ou « Dieudonné Ier » —, 68e pape et patriarche de Rome, de 615 à sa mort.
- Euphrosyne la jeune (IXe siècle ou Xe siècle) dite « la Jeune », ascète en divers lieux dont Constantinople, qui se fit passer un temps pour un homme.
- Grégoire d'Einsiedeln († 996), issu d'une famille royale d'Angleterre, abbé d'Einsiedeln, en Suisse alémanique.
- Maur de Verdun († 383), évêque de Verdun.
- Willehad de Brême († 789), évêque et apôtre des Saxons.

#### Saints et bienheureux catholiques
Saints et béatifiés du jour :
- Élisabeth de la Trinité († 1906) — ou « Élisabeth Catez » —, carmélite, mystique française.
- Geoffroy d'Amiens († 1118) — ou « Godefroy d'Amiens » —, évêque d'Amiens.
- Gersende (XIVe siècle), bienheureuse laïque français.
- Hugues de Glazinis († 1250), bienheureux, bénédictin français.
- Jean Duns Scot († 1308), bienheureux, né en Écosse, frère mineur, théologien.
- Joseph Nghi et ses compagnons († 1840), martyrs vietnamiens.
- Maria del Carmen et ses compagnes († 1936), religieuses espagnoles - Martyres de la guerre civile espagnole.
- Marie de la Crucifixion († 1745), bienheureuse clarisse italienne.

#### Saints orthodoxes
Outre les saints œcuméniques voire pré-schismatiques ci-avant, aux dates éventuellement différentes dans les calendriers julien, orientaux :
- Marthe de Psov († 1300), morte en paix.

### Prénoms
Bonne fête aux Godefroy et ses variantes directes : Godefroi, Godefroid, Godfrey, Goffredo, Godfried, Gottfried et Götz ; ainsi que toutes celles du prénom Geoffroy :  Geoffrey, Geoffroi, Geffroy, Geffroi, Jeff, Jefferson, Jeffery, Jeffrey, Jeffry, Jeoffrey, Jeoffroy, Joffrey, Joffroy et Joffray (voir encore les Jean-François ou Jeff des 16 juin).
Et aussi aux :
- Euphrosyne et ses variantes : Euphroisie, Euphroisine et Euphrosine.
- Scott (en référence à Saint Jean Duns Scot ci-avant) et ses diminutifs Scottie, Scotty.
- Treveur et ses variantes autant bretonnes : Tremeur, Trever, Trémar, Trévor, etc.
- Willard et ses variantes : Willehad et Willihad.

## Traditions et superstitions

### Astrologie
- Signe du zodiaque : 17e jour du Scorpion.

### Dictons du jour
- « À saint-Geoffroy, les oisons sont des oies. »[13]
- « Il pleut au jour des saintes reliques, et vente à décorner les biques, mais souvent le grand Saint Martin [11 novembre] pour trois jours sèche le chemin. »[14]
- « Temps couvert à la saint-Geoffroy, amène trois jours de froid. »[14]

## Toponymie
Les noms de plusieurs voies, places, sites ou édifices de pays ou provinces francophones contiennent cette date selon diverses graphies possibles : voir Huit-Novembre .